# Roseland Ballroom

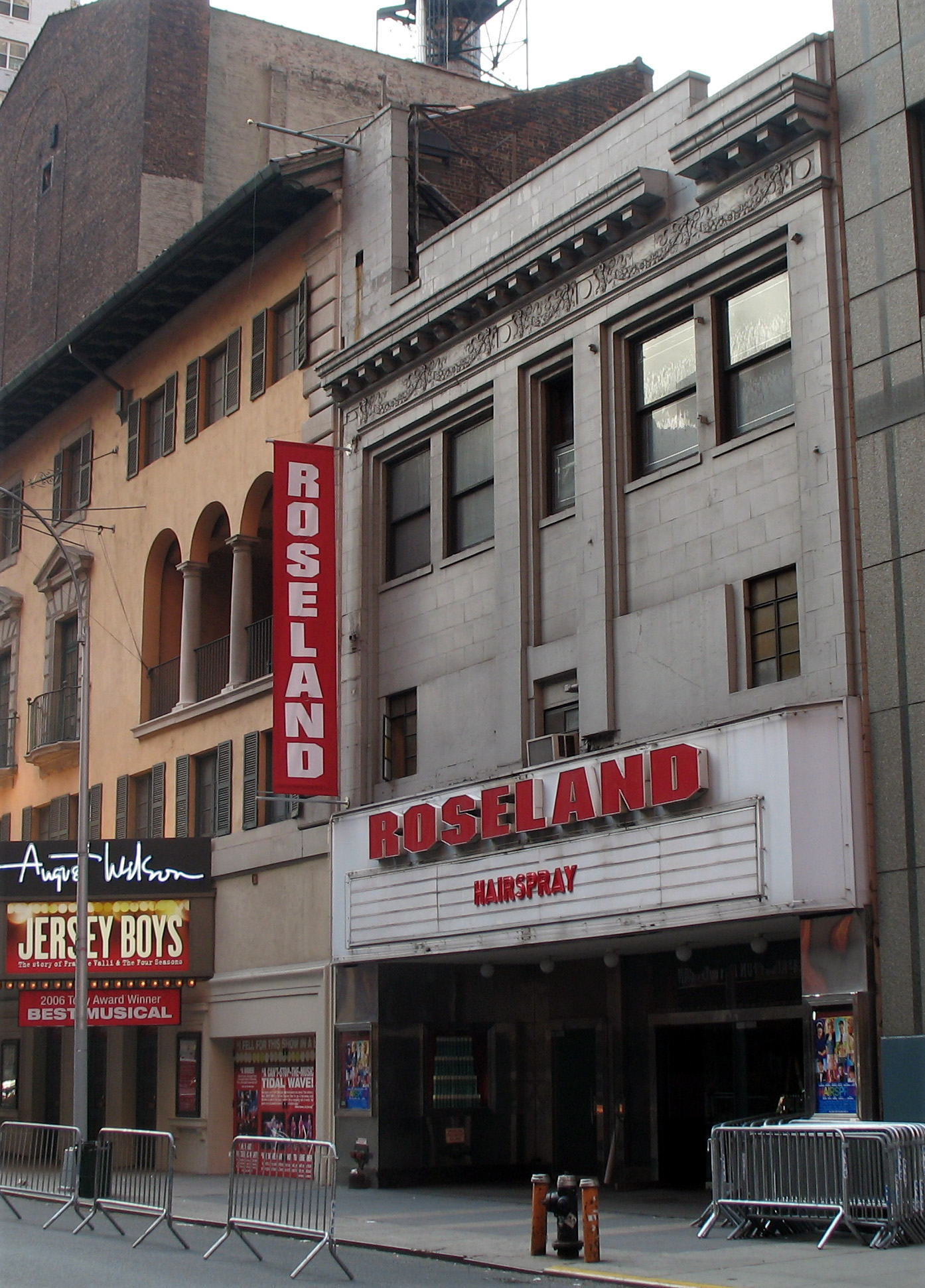
Roseland Ballroom im Juli 2007

Der Roseland Ballroom (auch bekannt als Roseland Dance City) war ein Veranstaltungsort im Theater District von Manhattan in New York City, USA. Die Veranstaltungshalle befand sich in der 239 West 52nd Street zwischen Broadway und Eight Avenue auf dem Gelände einer ehemaligen Eislaufbahn und wurde 2014 abgerissen.

## Beschreibung

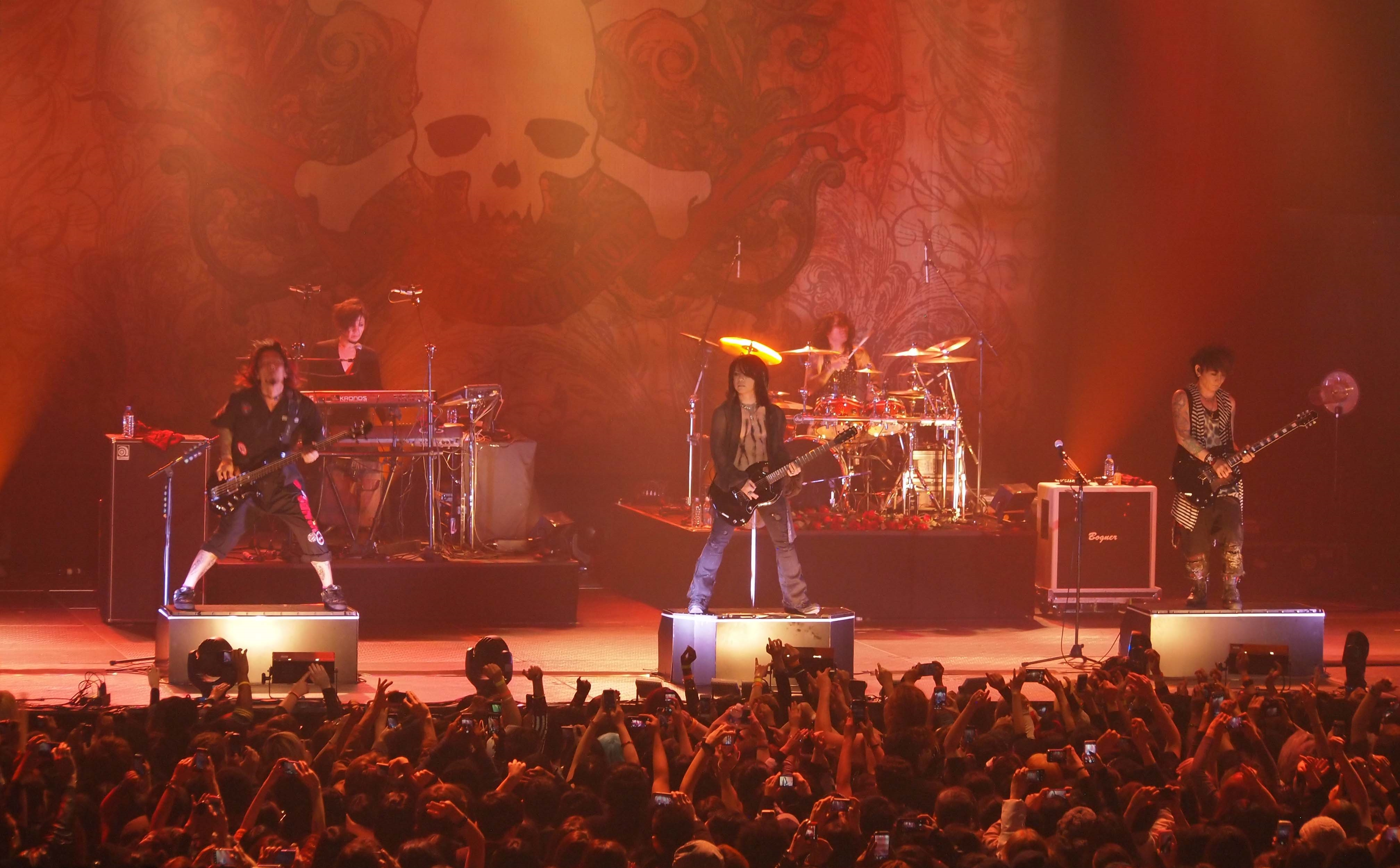
The Vamps im Roseland 2013

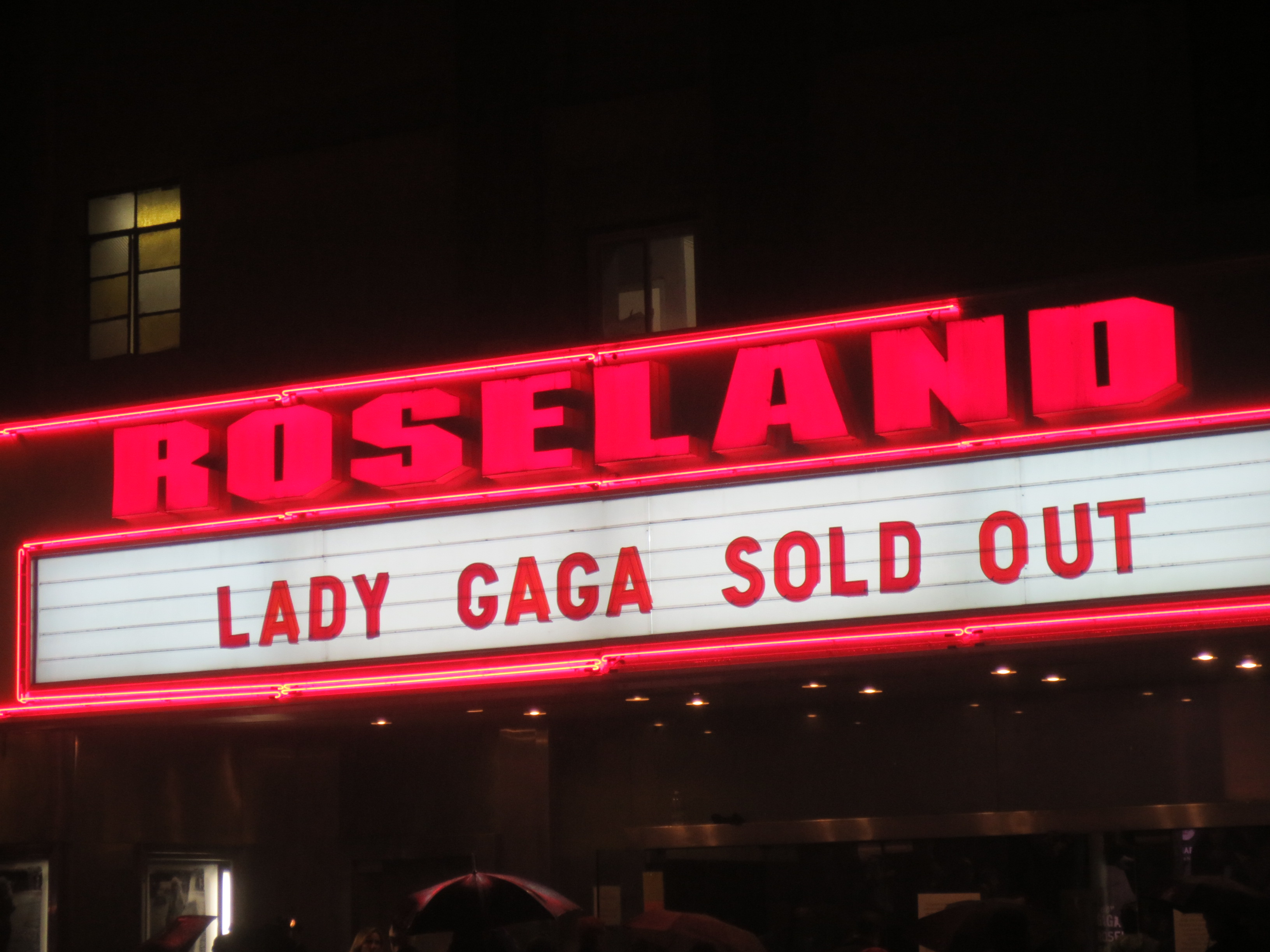
Lady Gaga im Roseland 2014

Der Veranstaltungsort bot im Erdgeschoss Platz für maximal 3200 Personen mit zusätzlichen 300 Plätzen im Obergeschoss. Für eine Tanzparty konnten 2500, für eine Theateraufführung zwischen 1300 und 1500, für ein festliches Dinner 800 bis 1000 und für ein Buffet mit Tanz 1500 Gäste begrüßt werden. Hier fand eine Vielfalt von Veranstaltungen statt, von einer Hillary-Clinton-Geburtstagsfeier über jährliche „Gay Circuit Partys“ bis hin zu Filmpremieren und musikalischen Darbietungen aller Genres.
Roseland wurde ursprünglich 1917 in Philadelphia, Pennsylvania, als Stätte für Gesellschaftstanz von Louis Brecker und der Brauerei Yuengling gegründet. 1919 verlegten Brecker und Yuengling den Veranstaltungsort nach New York an den 1658 Broadway in der 51st Street in Manhattan. Hier traten Künstler der Jazz-Szene wie Louis Armstrong, Count Basie, Chick Webb, Vincent Lopez, Harry James, Tommy Dorsey, Benny Goodman, Glenn Miller und Sonny Burke auf. Viele Big-Band-Auftritte wurden von Radiosendern live aus Roseland übertragen.
Nach dem Abriss der Veranstaltungsstätte in der 51st Street 1956 zog Roseland Ballroom in die West 52nd Street um, wo sich von 1922 bis in die 1950er Jahre eine Eislauf- und späteren Rollschuhbahn befand. Das Interieur des neuen Roselands war ein lila und kirschrotes zeltähnliches Dekor, das einen eindeutigen Haremseffekt erzeugte. Brecker verbot zunächst dem Gesellschaftstanz willen Rockmusik- und Disco-Veranstaltungen. 1981 erwarb Albert Ginsberg Roseland Ballroom und ließ fortan Disco-Nächte durchführen. Roseland entwickelte sich im Laufe der Jahre zu einem gefährlichen Veranstaltungsort und eine Bedrohung für die Nachbarschaft. Daraufhin wurden 1990 die Disco-Nächte eingestellt. Roseland Ballroom entwickelte sich dann zu einem angesehenen und angesagten Veranstaltungsort, wo viele bekannte Künstler auftraten. Bereits 1996 reichte der neue Eigentümer Laurence Ginsberg Pläne ein, den Veranstaltungsort abzureißen und durch ein 42-stöckiges Apartmentgebäude mit 459 Wohneinheiten zu ersetzen. Roseland Ballroom wurde aber zunächst saniert.
Während Roseland Ballroom an der 52nd Street nur eine schmale Straßenfront besaß, grenzte die Rückseite der Musik- und Konzerthalle sehr breit an die West 53rd Street. Auf diesem Grundstück wurde 2013 schließlich mit der Projektierung die lange geplante Errichtung des luxuriösen Wohnwolkenkratzers ARO, auch „Roseland Tower“ genannt, mit der neuen Adresse 242 West 53rd Street begonnen. Am 18. Oktober 2013 wurde bekannt gegeben, dass Roseland Ballroom am 7. April 2014 geschlossen wird. Lady Gaga trat hier vom 28. März bis 7. April 2014 mit sieben Shows als letzte Darstellerin auf. Im Laufe des Jahres 2014 wurde Roseland Ballroom abgerissen. Der Bau des Wohnturms begann 2015 und ARO wurde 2018 fertiggestellt und eröffnet.

## Künstler (Auswahl)
Im Roseland Ballroom in der 52nd Street traten zahlreiche bekannte Künstler auf, darunter Beyoncé, Phil Collins, Dio, Dream Theater, Feel, Lady Gaga, Guns n’ Roses, Grace Jones, Madonna, Paul McCartney, Metallica, Alanis Morissette, Nirvana, Portishead, Prince, Ramones, The Vamps und X Japan.